# Bornholm (Great Southern)
Bornholm is een plaats in de regio Great Southern in West-Australië. Het maakt deel uit van het lokale bestuursgebied (LGA) City of Albany.

## Geschiedenis
Bornholm ontstond als een nevenspoor (Engels: 'Siding') langs de spoorweg tussen Albany en Denmark. Oorspronkelijk werden in de omgeving kleine boerderijen opgericht. De boerderijen werden snel groter.
In 1923 werd een gemeenschapszaal, de 'Bornholm Hall', door het parlementslid voor de streek, John Scaddan, officieel geopend.

## 21e eeuw
De duinen tussen Bornholm en het strand van Bornholm ('Bornholm Beach') staan onder 4x4-liefhebbers gekend voor hun moeilijkheidsgraad.
In 2010 brandde nabij het strand van Bornholm 12 hectare bushland af waardoor het Bibbulmunwandelpad een tijdlang was afgesloten.
Bornholm telde 110 inwoners in 2021.

## Ligging
Bornholm ligt langs de 'Lower Denmark Road', 441 kilometer ten zuidzuidoosten van de West-Australische hoofdstad Perth, 27 kilometer ten oostzuidoosten en van het aan de South Coast Highway gelegen Denmark en 32 kilometer ten westen van Albany.